# Io, la giuria
Io, la giuria (I, the Jury) è un film del 1982 diretto da Richard T. Heffron, con Armand Assante nei panni del detective Mike Hammer, nato dalla penna di Mickey Spillane.
Uscì nei cinema con il visto censura che imponeva il divieto d'ingresso alle sale ai minori di 18 anni, a causa soprattutto delle numerose scene a contenuto erotico.
Il romanzo che sta all'origine (il primo di Spillane: Ti ucciderò, 1947) aveva già avuto una trasposizione cinematografica nel 1953, col film La mia legge di Harry Essex (con Biff Elliot nei panni del protagonista).